# Schoutedenomyia linderi
Schoutedenomyia linderi är en tvåvingeart som beskrevs av Lyneborg 1976. Schoutedenomyia linderi ingår i släktet Schoutedenomyia och familjen stilettflugor.
Artens utbredningsområde är Kenya. Inga underarter finns listade i Catalogue of Life.